# Oostwold (Westerkwartier)
Oostwold is een dorp in de gemeente Westerkwartier in de provincie Groningen in Nederland. Het dorp telde 710 inwoners in 2023.
Het dorp bevindt zich ten westen van de stad Groningen, ten noordoosten van Leek en ten zuidoosten van Zuidhorn. Sinds 2019 ligt Oostwold in de gemeente Westerkwartier. De provincie Groningen kent verder nog een dorp Oostwold ten noorden van Winschoten en een gehucht Oostwold ten zuidoosten van Siddeburen.

## Geschiedenis
De dorpsnaam "Oostwold" komt reeds in 1449 voor in deze vorm in een stuk aangaande de visrechten op het Leekstermeer. Andere vermeldingen zijn: Oestwolde (1458), Antique Ostwald (1475), Oesterwolt (1486), Antiqua Ostwalt (1501), Oesterwold (1514), Oestwoldt (1540), Oistwolde (1570-1575), Ooostwolt (1579), Oostwolde (1616), Oostwold (1781). De naam duidt op de oostelijke ligging van een moerasbos (wold).
Het dorp is ontstaan op dezelfde dekzandrug als Marum, Nuis, Niebert, Tolbert, Midwolde en Lettelbert welke loopt van De Haar tot en met Oostwold. Ter hoogte van Oostwold wordt de zandrug omgeven door veengebieden. In de middeleeuwen werden de veengronden ten zuiden van Oostwold en Lettelbert ontgonnen en volgde bodemdaling van het gebied. Op deze wijze is het Leekstermeer ten zuiden van Oostwold ontstaan.
Oostwold vormde samen met de dorpen Tolbert, Midwolde, Lettelbert en Lagemeeden de grietenij Oosterdeel Vredewold. Het karspel Oostwold zal evenals Lettelbert reeds vroeg van Midwolde afgesplitst zijn, mogelijk in de 13e of 14e eeuw. Het dorpsgebied strekte zich uit van het Leekstermeer tot aan de Westerdijk tussen Enumatil en Den Horn. In de parochie Oostwold stond tevens een kapel, welke zich in Enumatil bevond. Het karspel Lagemeeden is waarschijnlijk in de 14e eeuw vanuit Oostwold gesticht. Zo werd Lagemeenden in 1473 vermeld als Pratis Ostwald alias Meden (in de weiden van Oostwold, alias Meden). Ter plaatse van Lagemeeden bezat het klooster van Aduard een tichelwerk. Hier werd volgens de abtenkroniek in de 14e eeuw een aan Maria gewijde kapel gesticht en in deze kapel werd een reliek ondergebracht van Margaretha van Antiochië. Deze kapel groeide uit tot kerk en splitste zich af van Oostwold.
Oorspronkelijk was een groot deel van het grondgebied van het karspel Oostwold in handen van het klooster van Aduard. Blijkens rekeningen uit 1595 waren 350 grazen land in eigendom van dit klooster. De rechten die het klooster tot de Reformatie had in de collatie van Oostwold werden later door Gedeputeerde Staten verkocht uit geldnood. Op deze manier kwamen de collatierechten in het bezit van de adel en regenten, zoals Herman de Sighers van de Hanckemaborg te Zuidhorn, Rempt de Mepsche en de weduwe van de Groninger burgemeester Van Nieveen. Toch bleven de plaatselijke eigenerfden tot op zekere hoogte wel inspraak houden. Later had Nienoord de staande collatie in handen en bezat het een herenbank in de kerk. In 1908 schonk Johan Æmilius Abraham van Panhuys de rechten van Nienoord aan de kerkvoogdij van Oostwold. De laatste rechten werden in 1910 aangekocht.

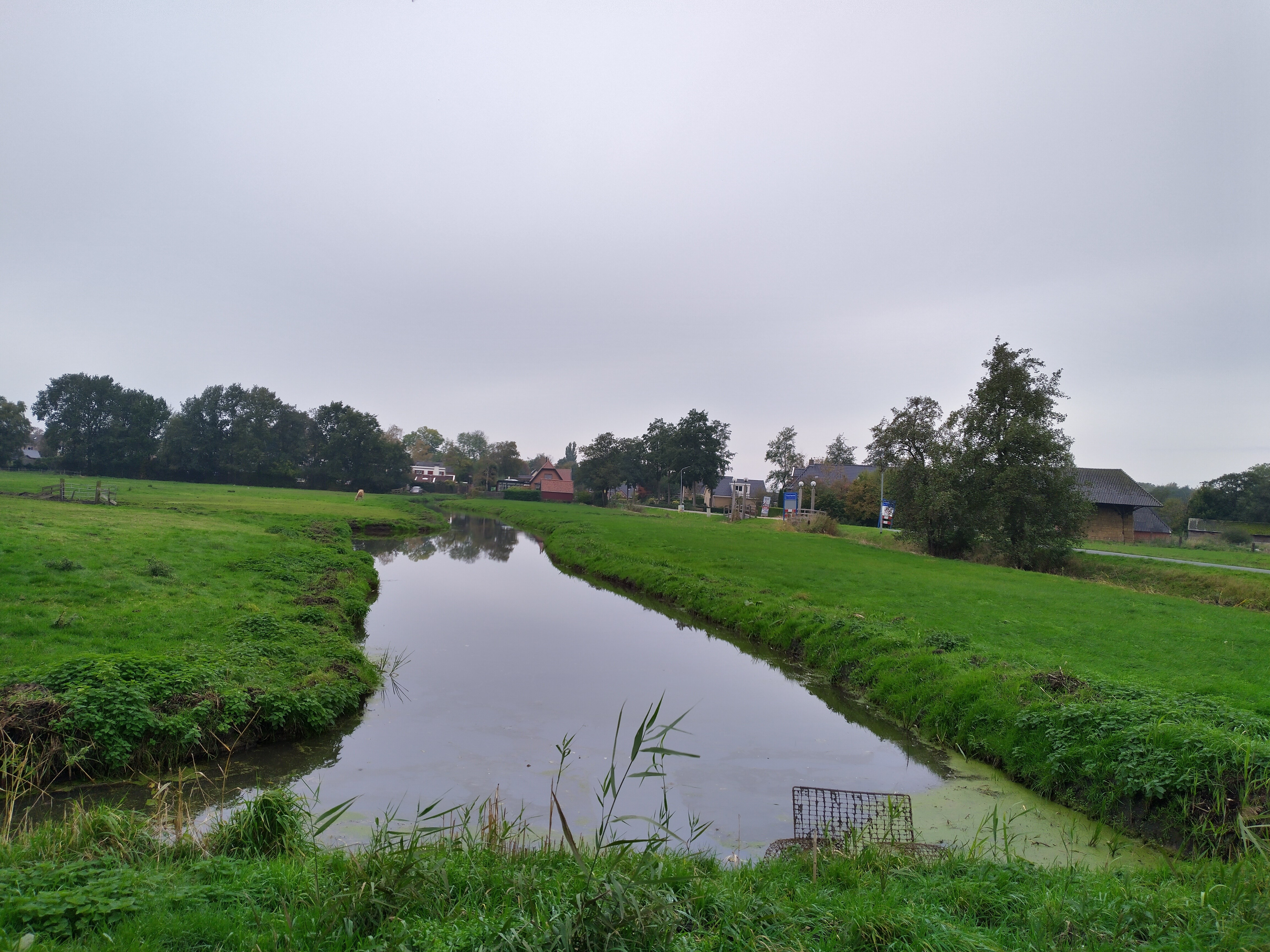
De Gave ten oosten van Oostwold.

Meerdere regentenfamilies hadden bezit te Oostwold. Zo kocht de Groninger regent Scato Gockinga te Oostwold een boerderij die bekend zou staan als de Gockingaheerd. Verder hadden de families Von Innhausen und Kniphausen van Nienoord en Geertsema van de borg Noordwijk te Noordhorn landerijen rond het dorp. Direct ten zuidoosten van Oostwold stond eertijds het voorname huis Hoogema. Hoewel dit huis zich net over de grens in het Drentse Roderwolde bevond, lag een deel van de landerijen van Hoogema in Oostwold.
Belangrijk voor de ontwikkeling van het dorp was het riviertje De Gave. Dit riviertje ontsprong nabij het gehucht Traan ten noorden van Midwolde en kruiste het Lettelberterdiep. Het deel van De Gave tussen De Poffert en Oostwold zelf werd door de monniken van het klooster van Aduard gebruikt om naar hun uithof in Terheijl te gaan. Hiertoe werd de Munnikesloot gegraven om via het Leekstermeer in Nietap te komen. De Gave maakte eveneens deel uit van de vaarweg tussen Friesland en Groningen, maar raakte later in onbruik. In 1655-1656 kwam namelijk het stuk Hoendiep gereed tussen Enumatil en De Poffert. Op de hoek van De Gave en het Hoendiep werd in 1884 scheepswerf de Spitse Horn gesticht.
Van komvorming was in Oostwold in eerste instantie geen sprake. Oostwold kent een gemeenschappelijke bewoningsas met Tolbert, Midwolde en Lettelbert. In 1861 werd de weg van Midwolde naar de Poffert aangelegd. Deze weg maakte deel uit van de verbinding Groningen-Heerenveen. De Ericalaan werd in 1930 aangelegd tussen de Munnikesloot en de kerk. In 1960 werd de A7 ten zuiden van het dorp aangelegd. Door de aanleg van de snelweg heeft Oostwold iets aan oppervlak moeten inboeten. In 1980 werd de Borglaan vernieuwd, oorspronkelijk een reed met arbeiderswoningen naar de Fresiahoeve uit 1904.
Blijkens het schoolmeesterrapport uit 1828 kende Oostwold nog enkele buurtschappen. Zo vormden de boerderijen ten oosten van de Munnikesloot samen de buurtschap "Klein Oostwold", ook wel "Lutje Oostwold". De buurtschap "Groef" of "De Groeve" omvatte een aantal boerderijen ten zuiden van de A7 en ten oosten van Lettelbert.

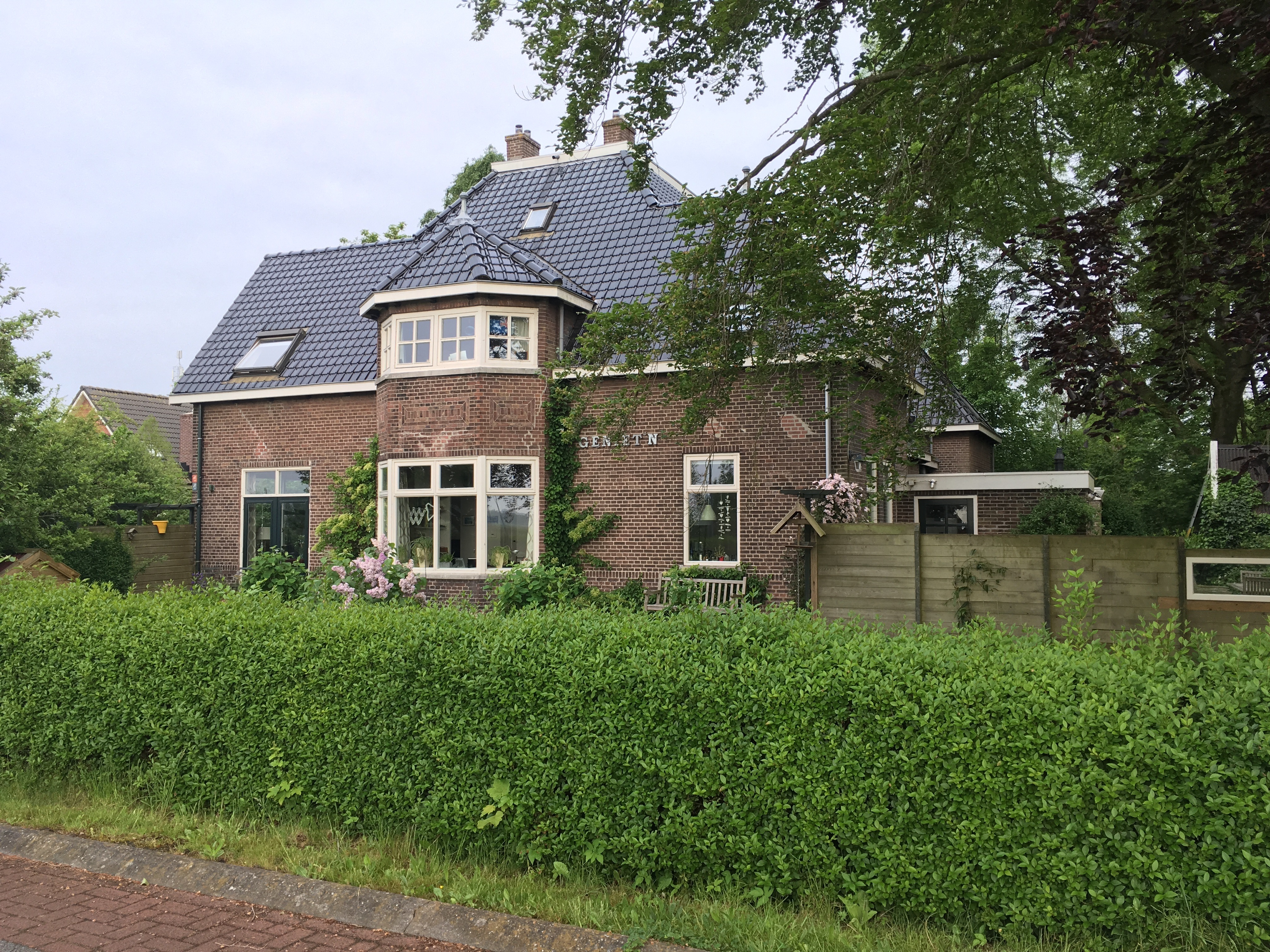
Voormalige directeurswoning uit 1915.

### Erica II
In 1914 werd in Oostwold aardappelmeelfabriek "De Drie Provinciën" opgericht. Vervolgens werden langs de Munnikesloot vijftien arbeiderswoningen gebouwd. Deze fabriek werd in 1926 gesloten. Dit had te maken met een gebrek aan aanvoer daar de aardappel niet veel verbouwd werd in het Zuidelijk Westerkwartier. In 1928 werd Strocartonfabriek Erica II opgericht waartoe de fabriek van de "De Drie Provinciën" omgebouwd werd. Erica II was onderdeel van de N.V. Erica te Oude Pekela. In 1967 werd de fabriek tijdelijk stilgelegd door een gebrek aan stro. In 1970 werd besloten om de fabriek te sluiten. De productie van Erica II werd begin 1971 definitief stilgelegd. In 1972 is er nog sprake geweest om een verzinkerij te vestigen op het voormalige terrein van de strokartonfabriek. Dit plan werd echter afgeblazen. Na een aantal jaren leegstand werden de gebouwen in 1978 gesloopt door middel van springstof. Een loods van de fabriek en de directeurswoning bleven echter gespaard. Naar de fabriek is in Oostwold de Ericalaan genoemd.

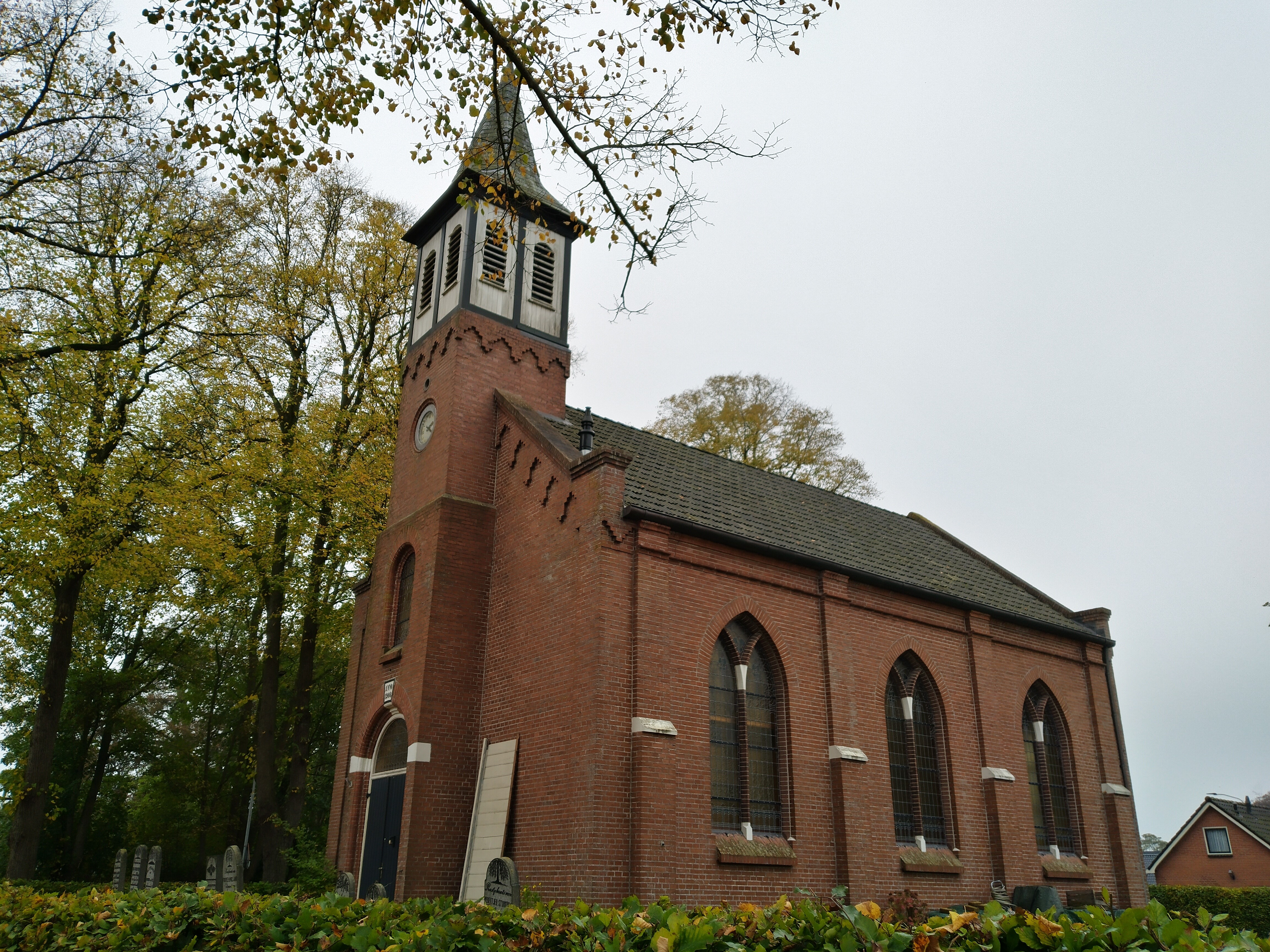
De voormalige hervormde kerk van Oostwold uit 1908 met de toren aan de oostkant. Sinds 2008 doet het gebouw dienst als atelier.

## Kerk
De kerk van Oostwold werd gebouwd in 1908 ter vervanging van een middeleeuwse voorganger. De bijbehorende zadeldaktoren was reeds voor 1828 afgebroken. Deze voorganger was gewijd aan Margaretha van Antiochië. Hoewel deze voorganger rond 1400 gedateerd wordt, zou deze kerk op basis van enkele bewaard gebleven tekeningen van voor 1300 kunnen dateren. De huidige kerk werd ontworpen door H.J. Meek uit Tolbert en is deels gebouwd op de fundering van de eerdere kerk. Dit gebouw heeft in de noord- en zuidmuur drie spitsboogvensters. Aan de oostkant bevindt zich een half ingebouwde toren. Dat deze toren zich niet aan de westkant bevindt, is vermoedelijk te wijten aan de uitbreiding van het dorp aan deze zijde.
Deze toren en oostmuur worden gesierd met een boogfries. Het kerkgebouw werd in 1973 aangemerkt als rijksmonument op basis van een preekstoel uit de 16e eeuw. In 1954 werd een combinatie aangegaan met de gemeente van Lettelbert. Vervolgens werd Oostwold definitief samengevoegd met Hoge- en Lagemeeden in 1971. In datzelfde jaar werd een combinatie gevormd met de gemeente van Hoogkerk en Leegkerk. In 1983 werd de gemeente Hoogkerk c.a.-Oostwold c.a. gevormd. Een plaatselijk hotel kocht de kerk in 2005 met de bedoeling om er vergaderingen onder te brengen. Sinds 2008 is er een atelier gevestigd in de kerk.

## Sport
In 1947 werd de korfbalvereniging OWK (Oostwold WesterKwartier) opgericht. De hoogtijdagen van OWK waren rond 1960 toen bijna gepromoveerd werd naar de eerste klasse.
De voetbalvereniging VV Pelikaan-S werd opgericht in 1957. Een stuk grond voor het voetbalveld werd beschikbaar gesteld door Jo Smit, medeoprichter van de plaatselijke strokartonabriek Erica II. Uit dank noemde de vereniging zich naar een renpaard van Smit, Pelikaan S. Alle renpaarden van Smit hadden de letter "s" achter hun naam. Na een reeks kampioenschappen en promoties in de jaren tussen 2014 en 2022 kwam Pelikaan S in seizoen 2022/2023 uit in de Vierde Divisie. Na het seizoen 2023/24 besloot het bestuur om te stoppen met prestatievoetbal.
Daarnaast heeft Oostwold twee volleybalverenigingen.

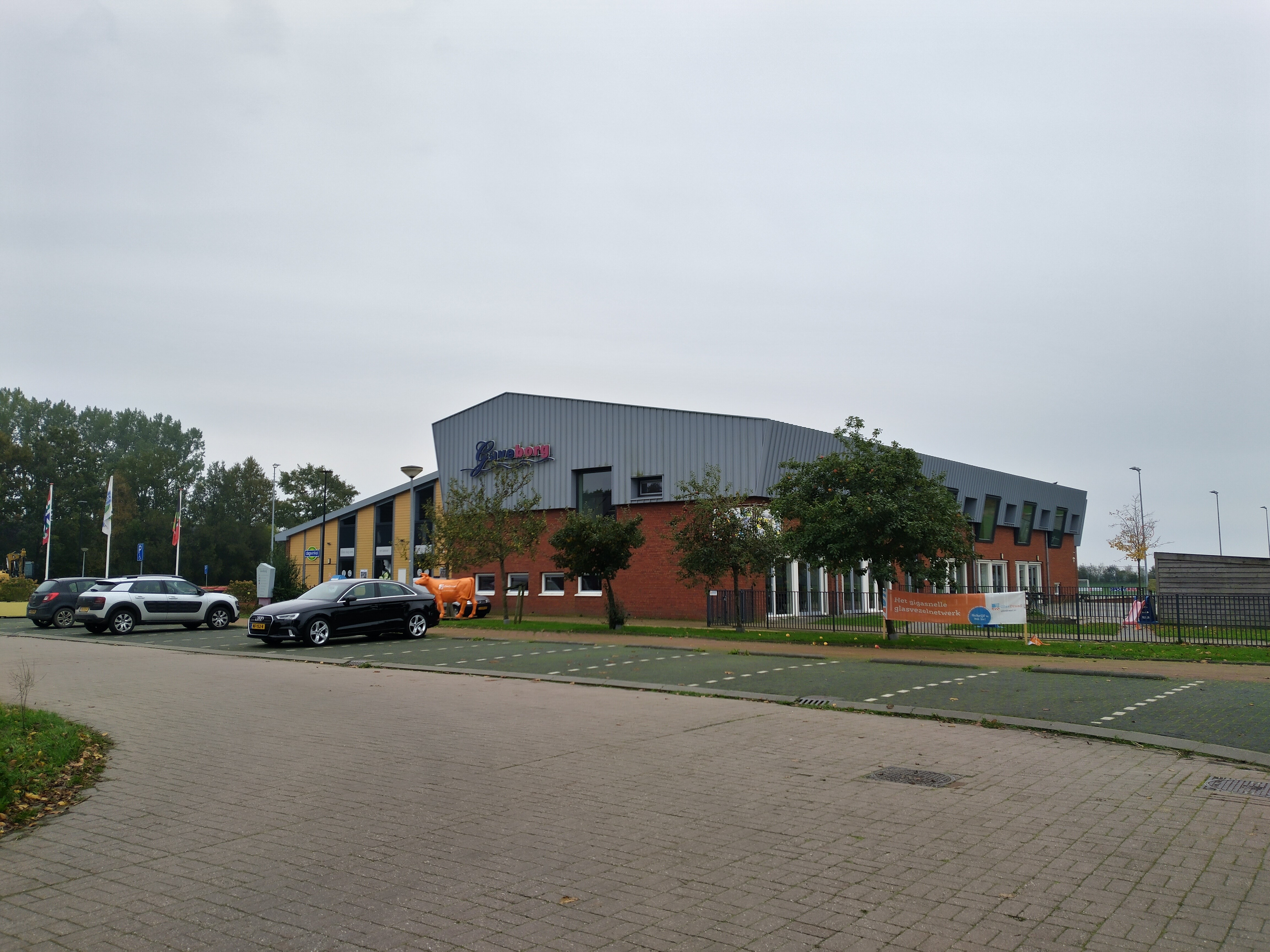
Multifunctioneel centrum De Gaveborg uit 2011.

## Maatschappelijk leven
Oostwold kent bijna 20 sociale en sportieve verenigingen. Tot 2011 bevond het dorpshuis het "Gavehuis" zich ten westen van de kerk. In 2003 was er reeds sprake van afbraak van het dorpshuis omwille van uitbreiding van de school. Er werd gekozen voor nieuwbouw in de vorm van een multifunctioneel centrum ter plaatse van de sportvelden. Dit centrum kreeg de naam "De Gaveborg" en kwam gereed in 2011. De Gaveborg biedt onderdak aan samenwerkingsschool De Gavelander, een kinderopvang, een sportcafé, een fitnessruimte, korfbalvereniging OWK, voetbalvereniging Pelikaan-S en een coöperatieve buurtsupermarkt. De sportvelden bevinden zich nu naast en achter het gebouw.

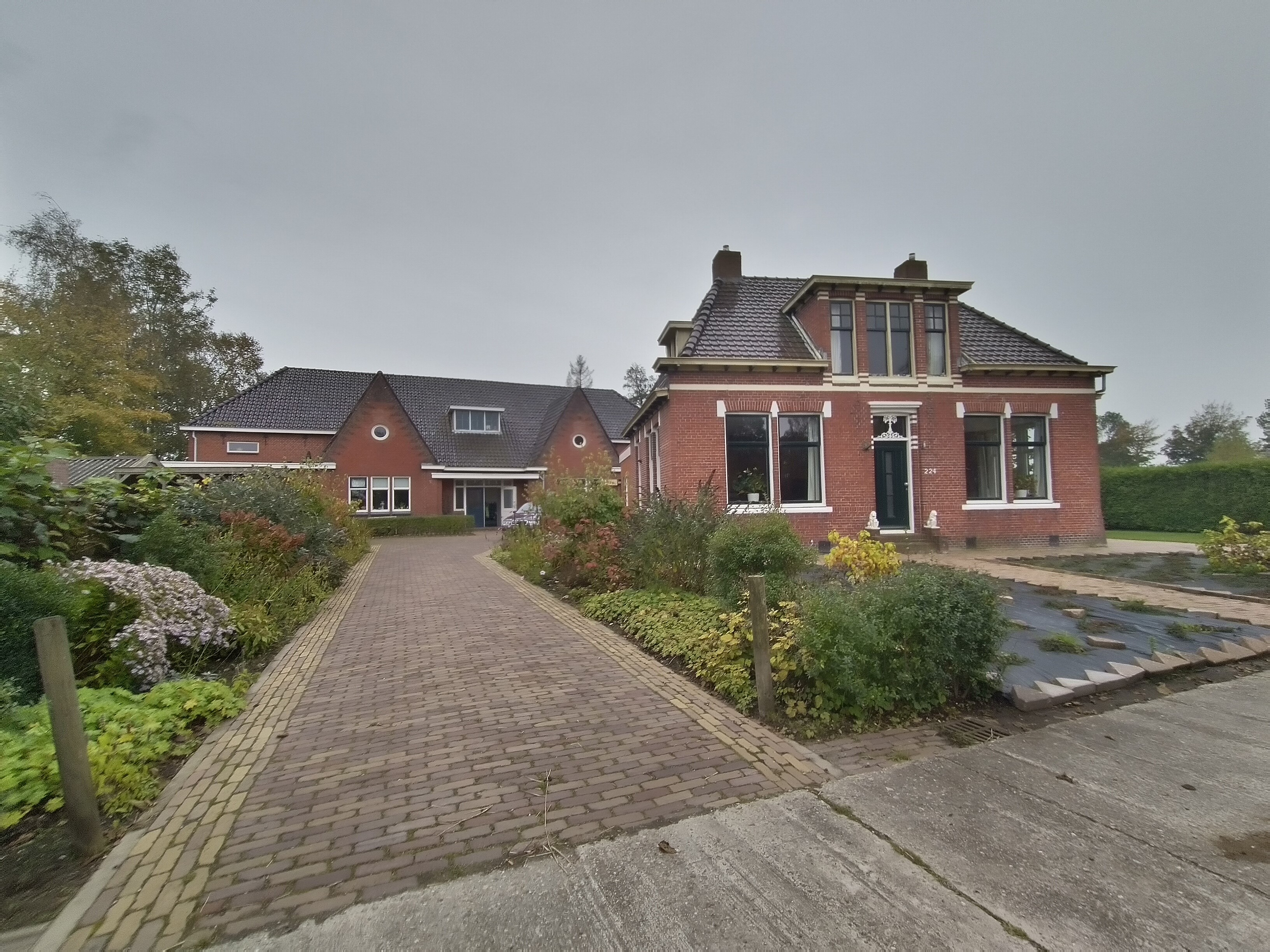
Voormalig schoolgebouw en schoolmeesterswoning van de christelijke basisschool uit 1918.

## Onderwijs
In 2011 fuseerden de openbare en de christelijke basisschool van Oostwold tot samenwerkingsschool "De Gavelander". Deze school werd ondergebracht in multifunctioneelcentrum "De Gaveborg".

### De Oleander
De "School met de Bijbel" werd ten westen van Oostwold gebouwd. Later ging de school verder als christelijke Daltonschool "De Oleander". Het schoolgebouw dateert van 1918 en werd in de jaren 20 of 30 verbouwd en uitgebreid in de stijl van de Amsterdamse School. Bij de school bevindt zich nog een schoolmeesterswoning in vernieuwingsstijl, eveneens uit 1918.

### Gavehoek
De openbare lagere school bevond zich naast het dorpshuis ten westen van de kerk. Hier stonden school en schoolmeesterswoning uit 1874. In 2011 werd het schoolgebouw gesloopt evenals het naastgelegen dorpshuis.

## Monumenten
Naast een rijksmonument kent Oostwold ook zes gemeentelijke monumenten.

## Bevolkingsontwikkeling
| 106 | 278 | 268 | 255 | 290¹ | 278 | 302 | 335 | 318 | 579 | 529 | 586 | 550² | 607 | 675 | 635 | 670 | 685 | 680 | 710 |
| Data afkomstig van volkstellingen.nl, het CBS. ¹ melding van buurtschap "Klein Oostwold" ² excusief buitengebied |     |     |     |      |     |     |     |     |     |     |     |      |     |     |     |     |     |     |     |

## Openbaar vervoer
Oostwold wordt bediend door de vervoersmaatschappij Qbuzz. Lijnen 85 en 304 halteren aan de A7 bij de op- en afrit van Westpoort ten oosten van Oostwold.

## Geboren in Oostwold
- Egbert Mulder (1940-2021), voetbalscheidsrechter